# Juan Álvarez
Juan Álvarez Hurtado (Atoyac de Álvarez, Guerrero, 27 de Janeiro de 1790 - Acapulco, Guerrero, 21 de Agosto de 1867) foi um político e militar mexicano, tendo sido presidente do México nos anos de 1855 e 1856.

## Carreira
Iniciou a sua carreira militar em 1810 e ao lado de José María Morelos, participa muito activamente na luta pela independência. Era adepto de um regime federalista e liberal no México. Participou ao lado de Antonio López de Santa Anna na revolta de 1822-23 que levaria à destituição de Agustín de Iturbide. Em 1847 participou na guerra Mexicano-Americana.
Proclama o plano de Ayutla em 1853 tendo em vista o derrube de Santa Anna. Consumada a vitória sobre Santa Anna, é nomeado presidente da república em 4 de Outubro de 1855 renunciando ao cargo em favor de Ignacio Comonfort cerca de um ano mais tarde. Conjuntamente com Comonfort, dá início ao movimento liberal da Reforma que levaria à elaboração da Constituição de 1857.